# US Open (šipky)
US Open byl šipkařský turnaj pořádaný organizací Professional Darts Corporation konaný ve Spojených státech, který se hrál v letech 2007–2010.
V letech 2007 a 2008 se turnaj konal v rezortu Mohegan Sun Casino v Connecticutu. Poté se na další dva roky přesunul do Atlanty.
První dva ročníky ovládl Phil Taylor. V roce 2009 se ale rozhodl nezúčastnit a turnaj následně vyhrál Dennis Priestley. Další rok se Taylor do soutěže opět zapojil a znovu nenašel přemožitele.

## Formát
US Open byl první dva roky major turnajem organizace PDC, další dva roky se stal součástí nižší PDC Pro Tour.

## Seznam finálových zápasů
| Rok              | Vítěz (průměr ve finále) | Skóre            | Finalista (průměr ve finále)  | Finanční odměna  | Finanční odměna  | Finanční odměna  |
| Rok              | Vítěz (průměr ve finále) | Skóre            | Finalista (průměr ve finále)  | Celkem           | Vítěz            | Finalista        |
| Major turnaj PDC | Major turnaj PDC         | Major turnaj PDC | Major turnaj PDC              | Major turnaj PDC | Major turnaj PDC | Major turnaj PDC |
| ---------------- | ------------------------ | ---------------- | ----------------------------- | ---------------- | ---------------- | ---------------- |
| 2007             | Phil Taylor (103.10)     | 4–1 (s)          | Raymond van Barneveld (99.06) | £126 000         | £12 500          | £7 500           |
| 2008             | Phil Taylor (96.86)      | 3–0 (s)          | Colin Lloyd (91.48)           | £126 000         | £12 500          | £7 500           |
| PDC Pro Tour     |                          |                  |                               |                  |                  |                  |
| 2009             | Dennis Priestley         | 6–3 (l)          | Andy Hamilton                 | $50 000          | $12 000          | $6 000           |
| 2010             | Phil Taylor              | 6–3 (l)          | Denis Ovens                   | £31 200          | £6 000           | £3 000           |